# Орри-Келли
О́рри Джордж Ке́лли (англ. Orry George Kelly; 31 декабря 1897 — 27 февраля 1964), известный как О́рри-Ке́лли (англ. Orry-Kelly), — австралийский художник по костюмам. Лауреат трёх премий «Оскар».

## Биография
Келли родился в Киаме, Новый Южный Уэльс, в семье портного. Когда Келли было 17 лет, родители отправили его изучать банковское дело, однако он больше интересовался театром.
Переехав в Нью-Йорк в надежде стать актёром, Келли обосновался в Гринвич-Виллидж, где жил вместе с Кэри Грантом и Чарли Фелпсом. Вскоре он был нанят студией Fox Film, где занимался иллюстрированием, после чего недолгое время работал в театре.
В 1932 году Келли переехал в Голливуд, где был нанят компанией Warner Bros. в качестве главного художника по костюмам — он занимал эту должность до 1944 года. Келли изменил написание своего имени по настоянию боссов, посчитавших, что таким образом его имя будет звучать более экзотично. После ухода из Warner Bros. Келли работал на Universal Studios, RKO Pictures, 20th Century Fox и Metro-Goldwyn-Mayer.
Келли выиграл три премии «Оскар» за лучший дизайн костюмов за работу над фильмами «Американец в Париже», «Гёрлз» и «В джазе только девушки», а также получил четвёртую номинацию за «Цыганку».
На протяжении всей своей жизни имевший проблемы с алкоголем, 27 февраля 1964 года Келли скончался от рака почки. Он был похоронен на кладбище «Голливуд-Хиллз». Гроб Келли несли Кэри Грант, Тони Кёртис, Билли Уайлдер и Джордж Кьюкор, а надгробную речь произнёс Джек Л. Уорнер. Келли не имел родственников; его имущество было передано Энн Уорнер, жене Джека Уорнера.

## Личная жизнь
Келли был геем. В своих мемуарах он упоминал, что имел романтические отношения с Кэри Грантом.

## Наследие
В 2015 году режиссёр Джиллиан Армстронг выпустила документальный фильм о жизни Келли под названием «Женщины, которых он раздел». Год спустя в свет вышли ранее утерянные мемуары «Женщины, которых я раздел», написанные Келли при жизни.

## Избранная фильмография
- «20 000 лет в Синг-Синге» (1932)
- «Я — беглый каторжник» (1932)
- «Трое в паре» (1932)
- «Хижина в хлопчатнике» (1932)
- «Мордашка» (1933)
- «Мэр ада» (1933)
- «Охотник за фотографиями» (1933)
- «Тайна музея восковых фигур» (1933)
- «Леди, о которых говорят» (1933)
- «42-я улица» (1933)
- «Британский агент» (1934)
- «Дело о любопытной новобрачной» (1935)
- «Флорентийский кинжал» (1935)
- «Окаменелый лес» (1936)
- «Сатана встречает леди» (1936)
- «Разгуливающий мертвец» (1936)
- «Новый рассвет» (1937)
- «Кид Галахад» (1937)
- «Меченая женщина» (1937)
- «Зелёный свет» (1937)
- «Товарищ» (1937)
- «Ангелы с грязными лицами» (1937)
- «Победить темноту» (1939)
- «Иезавель» (1938)
- «Частная жизнь Елизаветы и Эссекса» (1939)
- «Вирджиния-Сити» (1940)
- «Хуарес» (1939)
- «Письмо» (1940)
- «Морской ястреб» (1940)
- «Мальтийский сокол» (1941)
- «Почтительнейше ваш» (1941)
- «Великая ложь» (1941)
- «Касабланка» (1942)
- «Вперёд, путешественник» (1942)
- «В этом наша жизнь» (1942)
- «Дозор на Рейне» (1943)
- «Миссия в Москву» (1943)
- «Край тьмы» (1943)
- «Мышьяк и старые кружева» (1944)
- «Конфликт» (1945)
- «Кукуруза зелена» (1945)
- «Искушение» (1946)
- «Украденная жизнь» (1946)
- «Скандальная мисс Пилгрим» (1947)
- «Айви» (1947)
- «Берлинский экспресс» (1948)
- «Женская месть» (1948)
- «Кража» (1948)
- «Поддержка» (1949)
- «Джонни-стукач» (1949)
- «Леди играет в азартные игры» (1949)
- «Пленница» (1949)
- «Харви» (1950)
- «Дорога с односторонним движением» (1950)
- «Женщина в бегах» (1950)
- «Американец в Париже» (1951)
- «Под прицелом» (1951)
- «Звезда» (1952)
- «Пэт и Майк» (1952)
- «Оклахома!» (1955)
- «Гёрлз» (1957)
- «В джазе только девушки» (1959)
- «Цыганка» (1962)
- «Воскресенье в Нью-Йорке» (1963)
- «Нежная Ирма» (1963)